# Агуадилья
Агуади́лья (исп. Aguadilla) — город на северо-западе Пуэрто-Рико, основанный в 1775 году Луисом де Кордова. Является частью муниципалитета Агуадилья-Исабела-Сан-Себастьян. Согласно переписи 2020 года, население Агуадильи составляет 55101 житель.

## География
Город расположен на северо-западе острова, на побережье Атлантического океана, севернее города Агуада и западнее Мока, на берегу реки Кулебринас. В административном отношении Агуадилья разделена на 18 районов.

## История
Поселение Сан-Карлос-Агуадилья образовалось в 1770 году. В 1775 году была построена церковь. После первого восстания против колониального строя на Санто-Доминго в 1776 году на Пуэрто-Рико бежала часть испанского населения острова и осела в Агуадилье, где, благодаря удобной гавани, постоянно росло население. 
Как независимая община Агуадилья выделилась из Агуалы в 1780 году. В 1860 году Агуадилья получает городской статус.
В 1923 — 1973 годах к северу от Агуадильи находилась американская военно-воздушная база «Рэми» (Ramey), на которой базировались стратегические бомбардировщики B-52 (72-я эсккадрилья). В 1973 база была передана гражданским властям Пуэрто-Рико, превратившим её в международный аэропорт имени Рафаэля Эрнандеса.
7 ноября 1944 года у Агуадильи произошла крупнейшая в истории Пуэрто-Рико железнодорожная катастрофа. В сошедшем с рельсов поезде погибли 16 человек и 50 были ранены.

## Экономика и культура

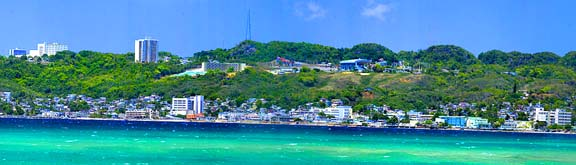

В прошлом основным занятием населения было рыболовство. Ныне Агуадилья представляет крупный индустриальный регион, в городе расположены филиалы банков, построен крупнейший на северо-западе острова торговый центр. 
Важной статьёй доходов для городского хозяйства является туристический бизнес — в Агуадилье вдоль побережья раскинулись пляжи. В городе находятся кампусы трёх университетов — университета Пуэрто-Рико, университета Метрополитен и Межамериканского университета.
Автором гимна Агуадилье является местный уроженец, выдающийся пуэрто-риканский композитор Рафаэль Эрнандес Марин.